# Pseudopanurgus compositarum
Pseudopanurgus compositarum là một loài Hymenoptera trong họ Andrenidae. Loài này được Robertson mô tả khoa học năm 1893.